# Wilroads Gardens
Wilroads Gardens – jednostka osadnicza w Stanach Zjednoczonych, w stanie Kansas, w hrabstwie Ford.